# Oberea subabdominalis
Oberea subabdominalis là một loài bọ cánh cứng trong họ Cerambycidae.